# Chiloni

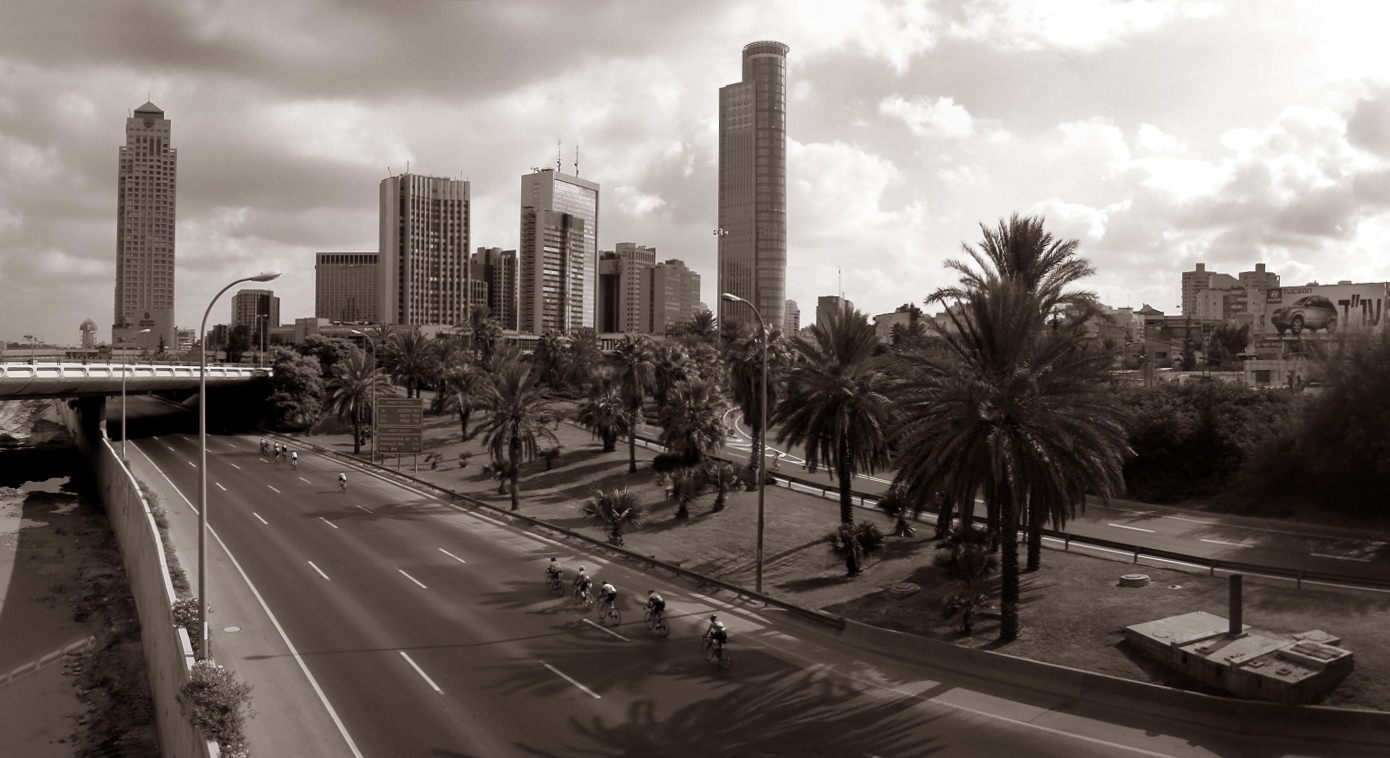
Rowerzyści jadący w 2004 roku opustoszałą autostradą Ayalon w Tel Awiwie w czasie święta Jom Kippur, najświętszego dnia judaizmu

Chiloni (heb. חִלּוֹנִי) liczba mnoga: chilonim (heb. חִלּוֹנִים; „świecki”) – klasa społeczna w Izraelu, wyznaczająca najmniej religijny segment wśród izraelskich Żydów. Pozostałe trzy podgrupy na skali religijności żydowsko-izraelskiej to masortim, „tradycyjni”, dati’im, „religijni” i charedim, „ultra-religijni”. W badaniu przeprowadzonym w 2018 roku przez Centralne Biuro Statystyki Izraela 43,2% Żydów określiło się jako chiloni.

## Definicje
W żargonie izraelskim chiloni jest używane do identyfikacji Żydów, którzy mniej przestrzegają tradycyjnych praktyk niż inne, bardziej religijne żydowskie podgrupy (poza tym termin ten może być również używany jako obraźliwy epitet przez praktykujących Żydów lub być kojarzony z sekularyzmem). W latach 2002–2018 wśród dorosłych żydowskich respondentów w sondażu ICBS, samookreślający się jako chilonim stanowili od maksymalnie 45% w 2005 r. Do minimum 41,4% w 2009 r. W 2018 roku było to 43,2%.
Chociaż chiloni dosłownie oznacza „świecki”, wielu uczonych zauważyło, że jest to problematyczne w tłumaczeniu. Profesor Jo’aw Peled wolał nazywać to „niepraktykującym”. Kenneth D. Wald i Samuel Szje skomentowali, to w następujący sposób:

Należy koniecznie przypomnieć, że świeckość w Izraelu jest definiowana w odpowiedzi na niezwykle surowe wymagania ortodoksyjnego judaizmu i nie musi oznaczać świadomego odrzucenia żydowskiej tożsamości religijnej, a nawet nie musi oznaczać obojętności. Chociaż ich standard przestrzegania jest niski jak na standardy ortodoksyjne, wielu pozornie świeckich przejawia szereg aktywności religijnych, które wyróżniałyby ich jako dość religijnych w kontekście amerykańskim. Chociaż termin ten jest mylący, „świecki” jest powszechną etykietą określającą ludzi, którzy nie praktykują konsekwentnie rytualnego zachowania nakazanego przez ortodoksyjny judaizm.

Rozgraniczenie między kategorią chiloni a najbliższą, czyli masorti („tradycyjną”), jest bardzo porowate. Badania wykazały, że nie opiera się on na obiektywnych poziomach wierzeń czy rytuałów, ale głównie na liniach socjoetnicznych: Izraelczycy pochodzenia europejskiego, czy to rodzimi, czy poradzieccy imigranci, mają tendencję do określania siebie jako „świeckich”, nawet jeśli praktykują lub wierzą całkiem zasadniczo, a pochodzący z Bliskiego Wschodu i Afryki Północnej uważają się za „tradycyjnych” niezależnie od stylu życia i przekonań. Wśród potomków BWAP, ci, którzy aspirują do naśladowania pochodzenia europejskiego, również zwykle przyjmują etykietę chiloni. Wiele ankiet oferuje masortim podkategorię „niezbyt religijni / skłonni do chiloni”. W latach 2002–2018 ci, którzy zidentyfikowali się jako tacy w sondażach ICBS, stanowili od minimum 21,4% do maksymalnie 28,4% całej próby, czyli około dwóch trzecich wszystkich masortim.
Izraelscy socjolodzy mierzą poziom religijności/świeckości wśród Żydów w kategoriach praktyki, a nie wiary, i używają kategorii „całkowicie niepraktykujący”, aby zidentyfikować osoby całkowicie świeckie. W badaniu Guttman Center z 2009 r., najbardziej wszechstronnym w tej kwestii, 46% wszystkich respondentów stwierdziło, że są chiloni. Około 16% całej próby, praktycznie wszystkie z nich chiloni, stwierdziło, że byli „całkowicie niepraktykujący”. Prawie cała reszta chiloni była „nieco praktykująca”, a znikoma mniejszość stwierdziła „przestrzeganie w dużym stopniu”. Ponieważ wiele rytualnych zachowań, takich jak zawieszanie mezuzy na drzwiach jest częścią żydowsko-izraelskiego stylu życia i pozbawionych jest jawnych religijnych konotacji, „całkowicie niepraktykujący” często je wykonują. W badaniu Guttmana z 1999 r. Tylko jedna trzecia z nich nie praktykowała żadnego z dziesięciu popularnych rytuałów badanych. Z drugiej strony Ja’akow Jadgar i Charles Liebman oszacowali w 2009 r., że około 25% chilonim jest wysoce praktykująca, na równi z bardziej religijnymi podgrupami.
Jeśli chodzi o kwestie wiary, z czterech badań przeprowadzonych w latach 2009–2019 wynika, że średnio 60% respondentów chiloni wierzy w Boga, 20% to przekonani ateiści, a 20% nie wierzy, ale „czasami myśli, że Bóg istnieje” Jeśli chodzi o inne pojęcia nadprzyrodzone, badania Guttmana i inne sondaże pokazują, że znaczny udział mają różne, takie: od 25% do 36% wierzy, że Bóg objawił Prawo i przykazania na Synaju, że wyższa siła kieruje historią Żydów, że Żydzi jest ludem wybranym i że istnieje dusza, która przetrwa śmierć. Jedynie niedowierzanie w Mesjasza i przyszły świat ma ścisły związek z samoidentyfikacją jako chiloni. Identyfikacja wyznaniowa, znana wśród Żydów amerykańskich i innych Żydów zachodnich, jest przeważnie nieistotna w kontekście izraelskim (chilonim nie ma równoważnej kategorii w amerykańskiej społeczności żydowskiej). Jednak na pytanie w ankiecie Centrum Badawczego „Pew” z 2015 r. dotyczącej społeczeństwa izraelskiego 23% respondentów chiloni określiło się jako ortodoksyjni, 5% jako reformowani, a 2% jako konserwatywni. 64% nie identyfikowało się z żadnym konkretnym ruchem.
Podczas gdy chilonim są często wrogo nastawieni do rabinatu państwowego, obawiają się wzrostu populacji haredi i sprzeciwiają się dalszemu ustawodawstwu religijnemu w Izraelu, sekularyzm w zdrowym tego słowa znaczeniu jest w tym kraju rzadkością. Ortodoksja odgrywa kluczową rolę w definiowaniu tożsamości narodowej, a kwestie religijne, takie jak konwersja, są przez zdecydowaną większość uważane za kluczowe. Kiedy „rozdział religii i państwa” jest używany w kontekście izraelskim, jest to głównie rozumiane jako chęć zniesienia wielu praw ograniczających wolność osobistą, a nie faktyczne oddzielenie. To wrodzone napięcie doprowadziło do stanu rzeczy nazwanego przez profesora Stephena Sharota „sekularyzacją bez sekularyzmu”: od lat 90. XX wieku zapotrzebowanie zarówno masorti,, jak i chiloni na działalność konsumencką w szabat (technicznie nielegalne), niekoszerną żywność i np. znacznie zliberalizował sferę publiczną, ale prawie nie wpłynął na ustawodawstwo religijne i nie wprowadził pryncypialnego sekularyzmu na arenę polityczną.